# إيفرين بوكر
إيفرين بوكر (بالتركية: Evren Büker)‏ مواليد 6 يوليو 1985 في بورصة، هو لاعب كرة سلة تركي. بدأ مسيرته الاحترافية في سنة 2006. يلعب مع فريق شركة الإتصالات التركية. يحمل الرقم 9. يبلغ طوله 6 قدم 4.5 بوصة (1.9 م).

## المسيرة الاحترافية
لعب مع أوياك رينو من سنة 2006 إلى 2009، ثم لعب مع غلطة سراي لكرة السلة في الدوري التركي من سنة 2009 إلى 2012، ثم لعب مع كارشياكا في موسم 2012–2013، ثم لعب مع نادي طوفاس الرياضي في الدوري التركي في موسم 2013–2014، ثم لعب مع تورك تيليكوم في موسم 2014–2015، ثم لعب مع بشكتاش لكرة السلة في الدوري التركي في سنة 2015، ثم لعب مع فريق شركة الإتصالات التركية في سنة 2015.

## روابط خارجية
- إيفرين بوكر على موقع الاتحاد الدولي لكرة السلة (الإنجليزية)
- إيفرين بوكر على موقع الدوري الأوروبي لكرة السلة (الإنجليزية)
- إيفرين بوكر على موقع كرة السلة الأوروبية.كوم (الإنجليزية)
- إيفرين بوكر على موقع ريلجم (الإنجليزية)
- إيفرين بوكر على موقع بروبوليرز (الإنجليزية)
- إيفرين بوكر على موقع سبورتس رفرنس (الإنجليزية)